# Apostolisches Vikariat Puerto Gaitán
Das Apostolische Vikariat Puerto Gaitán (lat.: Apostolicus Vicariatus Portus Gaitanus, span.: Vicariato Apostólico de Puerto Gaitán) ist ein in Kolumbien gelegenes römisch-katholisches Apostolisches Vikariat mit Sitz in Puerto Gaitán. 

## Geschichte
Das Apostolische Vikariat Puerto Gaitán wurde am 22. Dezember 1999 durch Papst Johannes Paul II. aus Gebietsabtretungen der Apostolischen Präfektur Vichada errichtet.

## Apostolische Vikare von Puerto Gaitán
- José Alberto Rozo Gutiérrez SMM, 1999–2012
- Luis Horacio Gómez González, 2014–2016
- Raúl Alfonso Carrillo Martínez, seit 2016